# Pentila phidia
Pentila phidia är en fjärilsart som beskrevs av William Chapman Hewitson 1874. Pentila phidia ingår i släktet Pentila och familjen juvelvingar. Inga underarter finns listade i Catalogue of Life.